# Exallanthura sexpes
Exallanthura sexpes är en kräftdjursart som beskrevs av Brian Frederick Kensley 1980. Exallanthura sexpes ingår i släktet Exallanthura och familjen Anthuridae. Inga underarter finns listade i Catalogue of Life.